# Louise Moillon

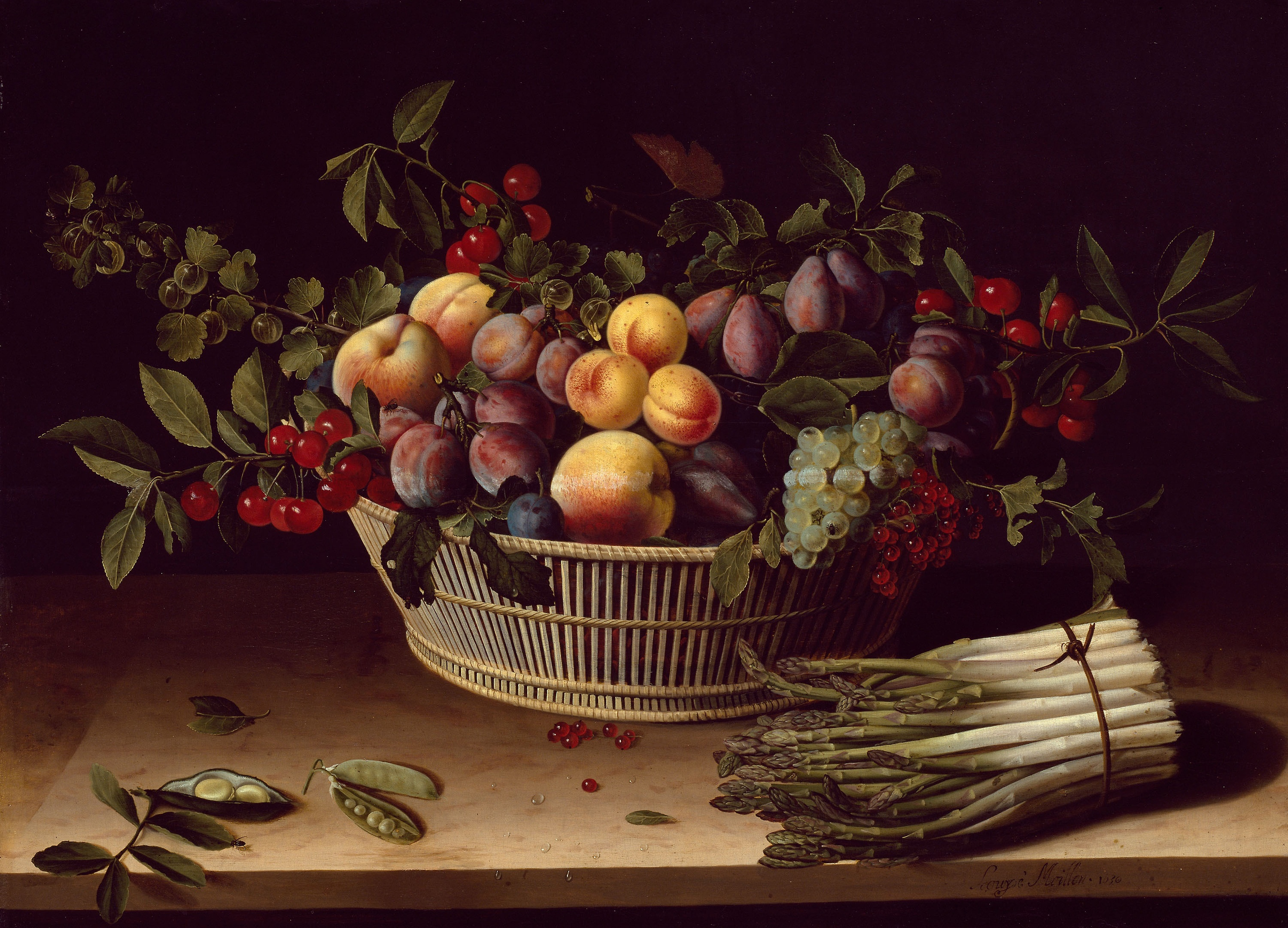
Louise Moillon: Stillleben mit Früchtekorb und Spargel, 1630, Art Institute of Chicago

Louise Moillon (* 1610 in Paris; † 1696 ebenda) war eine französische Malerin. Sie gehört zu den berühmtesten französischen Stilllebenmalern des 17. Jahrhunderts. Wie bei anderen Frauen in der Kunst lag ihre Hauptschaffensperiode vor ihrer Eheschließung in den 1630er-Jahren.

## Leben
Louise Moillon entstammt einer hugenottischen Familie und wuchs in einer von Kunst und Malerei geprägten Umgebung in Paris auf. Sie war die Tochter des Malers Nicolas Moillon (1555–1619), eines Porträt- und Landschaftsmalers, der ihr den ersten Unterricht in Malerei gab. Ihr Bruder, Isaac Moillon gehört ebenfalls zu den bekannten französischen Malern dieser Zeit.  Louises Vater starb, als sie 10 Jahre alt war, ihre Mutter heiratete in zweiter Ehe wieder einen protestantischen  Künstler, den Stilllebenmaler und Bilderhändler François Garnier. Louise setzte bei ihm ihre künstlerische Ausbildung fort und konnte schon vor ihrem 20. Lebensjahr ihre ersten Stillleben verkaufen.
1641 heiratete sie den wohlhabenden Holzhändler Etienne Girardot de Chancourt, der aus einer aus Burgund kommenden Hugenottenfamilie stammte. Die  Verfolgung der französischen Protestanten nach dem Edikt von Fontainebleau 1685  traf auch Louise Moillon und ihre Familie. Ihr Ehemann wurde verhaftet, zwei ihrer Kinder flohen ins Exil nach England. Louise  Moillon starb 1696 im Alter von 86 Jahren.

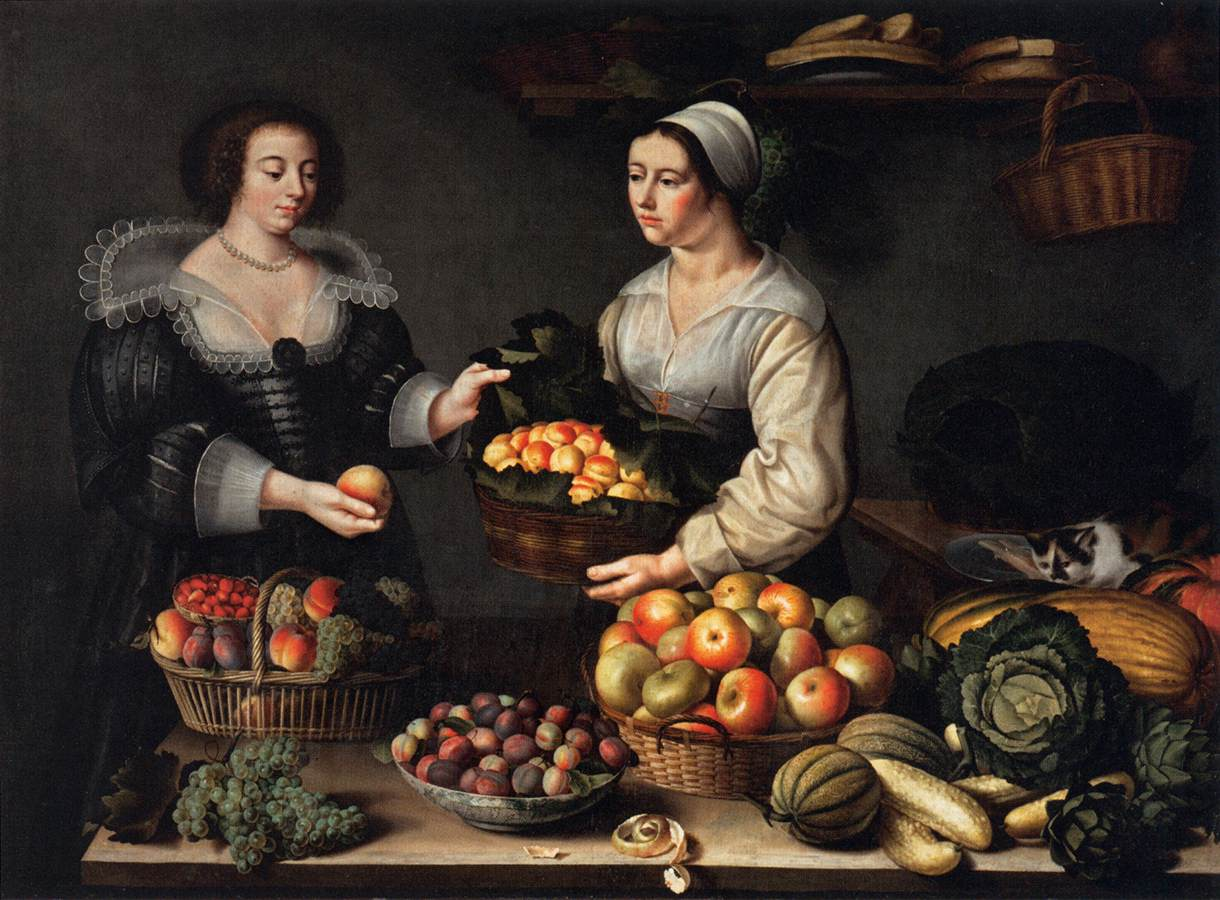
Louise Moillon: La marchande de fruits et de légumes, 1630 bzw. 1631

## Werk
Die meisten Werke von Luise Moillon sind vor ihrer Ehe in den Jahren 1630–1640 entstanden. Sie malte Körbe und Platten mit Früchten und Gemüse, Vasen mit Blumen, auch Stillleben mit menschlichen Figuren, z. B. „La marchande de fruits et de légumes“ 1630 (Louvre). Ihre Bilder zeichnen sich aus durch eine ruhige Ästhetik und durch eine kunstvolle Ausführung, die auf genauer Beobachtung beruht. Etwa 40 ihrer Werke sind heute noch bekannt, viele sind in bedeutenden Kunstmuseen ausgestellt.